# Cyranův ostrov
Cyranův ostrov (druhá řada pojmenována Cyranův poloostrov) je český televizní sitcom, premiérově vysílaný v letech 2009–2010 na TV Barrandov, kdy ve dvou řadách vzniklo 46 dílů. Scénář seriálu napsal Ivan Mládek, který v něm také hrál hlavní roli. Ostatní role vesměs ztvárnili členové jeho Banjo Bandu. Jedná se o jeden z prvních vlastních seriálů TV Barrandov, která zahájila své vysílání v lednu 2009.

## Příběh
Seriál pojednává o zchudlé šlechtické rodině, jejíž hlavou je baron Romedius Cyrany a která v restituci získá středověkou tvrz Cyranův ostrov. Veškerý děj se odehrává v přijímacím sále, kde sedí rozmístěni jednotliví členové rodiny a vedou dialogy, pouze neotesaný sluha Jaroměř zpravidla stojí v pozadí a občas utrousí nějakou poznámku. Někdy přijde pro zpestření nějaká návštěva (obvykle jako cameo).

## Obsazení
- Ivan Mládek jako baron Romedius Cyrany
- Ivo Pešák jako sluha Jaroměř Kotula
- Libuše Roubychová jako Libuna
- Lenka Šindelářová jako baronka Matka Cyranová
- Jan Mrázek jako rytíř Ignác Cyrany
- Lenka Plačková jako komtesa Cyrany
- Milan Pitkin jako Emerich „Emré“ Cyrany

## Seznam dílů

### Cyranův ostrov(2009)
1. Stříbrná svatba
2. Komik přes ulici
3. Mdloby
4. Univerzální útulek
5. Nedobytné alimenty
6. Nápadník
7. Dobrá rada nad zlato
8. Přízrak starých časů
9. Zelený teror
10. Učitel tance
11. Zámecký ples
12. Jiný stav
13. Bankrot
14. Konzumní společnost
15. Zápis do dějin
16. Inovátoři
17. Sportem ke zdraví
18. Touha po vědění
19. Ochránce lidských práv
20. Třetí cesta
21. Nejkrásnější věk
22. Temné momenty
23. Vyhnání z ráje

### Cyranův poloostrov(2010)
1. Návrat do ráje
2. Nové myšlení
3. Spolupracovníci
4. Místo ve společnosti
5. Plastická chirurgie
6. Uprchlický tábor
7. Touha po bohatství
8. Důstojným členem Unie
9. Historické kořeny
10. Autovrakoviště
11. Universita třetího věku
12. Kafilérie
13. Nápravné zařízení
14. Obřadní síň
15. Francouzská rezidence
16. Záchytka
17. Konspirační byt
18. Hasičská zbrojnice
19. Filmová společnost
20. Fitko
21. Kasárna
22. Noční klub
23. Hledači pokladů